# (38338) 1999 RA137
1999 RA137 (asteroide 38338) é um asteroide da cintura principal. Possui uma excentricidade de 0.25444620 e uma inclinação de 4.02770º.
Este asteroide foi descoberto no dia 9 de setembro de 1999 por LINEAR em Socorro.